# Davor Vugrinec
Davor Vugrinec (Varasd, 1975. március 24. –), horvát válogatott labdarúgó, a Slaven Belupo játékosa.
A horvát válogatott tagjaként részt vett a 2002-es világbajnokságon.

## Sikerei, díjai
Rijeka
- Horvát kupa (1): 2005–06

Dinamo Zagreb
- Horvát bajnok (3): 2006–07, 2007–08
- Horvát kupa (2): 2006–07, 2007–08

Egyéni
A horvát bajnokság gólkirálya (1): 2009–10 (18 gól)